# مزرعة تشاه قل قل (فراوان)
مزرعة تشاه قل قل (بالإنجليزية: Mazraeh-ye Chah Qolqol)‏ هي منطقة سكنية تقع في إيران في سمنان.